# 董方卓
董方卓，又名董芳卓，出生於遼寧省大连市，中国足球运动员，曾效力於英格蘭超級足球聯賽曼聯足球會。现为虎扑体育以及复兴体育的一名员工。

## 早期生涯
根据2017年对他的专访，董方卓原先在有机会去曼联之前，只是国青队一个半主力球员。而当时因为一次四国邀请赛的原因，曼联说要选3名中国球员后来因为要求不能改年龄，他最后成为了那一名幸运儿。

## 曼聯
根据他2017年专访介绍，因为一次四国邀请赛的机会，他得以有机会去曼联踢球，不过他说，当时曼联提出了一个条件，不得改年龄，原先是三个名额，后来变成了一个，当然他说他自己没有改年龄，最后成功被曼联签下。他自己说成功被曼联签下后，租借至比利时的安特卫普，身批9号战袍。他在2005至2006球季中以上陣28場，攻入18球的成績，成为比利時足球乙級聯賽神射手。在球季未開始的暑假，他返回曼聯及參與2005曼联亚洲之旅，与香港隊的比賽上，董芳卓身穿43号球衣攻進为曼联效力以来的首個进球，協助曼联以2-0战胜对手。2006年暑假的南非之旅中，他再一次代表曼聯上陣多場友誼賽，取得幾個入球。
他在2006年12月15日曼聯終於成功為董芳卓取得工作證後，於年尾返回曼聯，根据专访，他内心其实非常希望继续在安特卫普继续锻炼足球，当时安特卫普正处于升级的关键期,但身不由己。。隨後在2007年1月17日，董芳卓與曼聯再次簽訂合約，為期4年，直至2010年約滿，並且穿起21號球衣，惟於2008/2009赛季，董芳卓的球衣號碼被收回，轉予拉斐尔·达·席尔瓦。
2007年3月13日，曼聯參與一場為慶祝歐盟成立以及曼聯參加歐洲賽50周年的表演賽，對手為歐洲明星隊，比賽至第72分鐘，董芳卓替补阿兰·史密斯出场，首次代表曼聯在奧脫福球場亮相，最終曼聯以4-3擊敗對手。5月9日，董方卓在对阵車路士的英超联赛中首次為已經奪得聯賽錦標的曼联和奧利·根拿·蘇斯克查首发出场。8月4日，董芳卓在對陣英乙球隊彼德堡時，攻入1球並獻上1個助攻，結束重返曼聯後多個月的入球荒。9月26日，在聯賽盃對戰高雲地利城中為曼聯在奧脫福球場上陣全場賽事。同年的12月12日，董芳卓在歐洲聯賽冠軍盃對陣羅馬賽事中後備替補韋恩·魯尼出場，成為繼孫祥以後第二位參與歐洲聯賽冠軍盃賽事的中國球員。在2007年至2008年季度，董芳卓僅得三次於正式比賽上陣的機會，其餘時間皆於預備組渡過。他曾經被布力般流浪後衛鏟傷前在3場預備組比賽中取得4個進球；根据他的专访介绍，当时他本来想争取进球，但导致了半月板受伤，大夫一看说这种情况必须立刻手术，但他自己想到半年后还有奥运会呢，于是乎他没有选择手术，他选择了保守治疗，这次的半月板受伤，成為他职业生涯的转折点。

## 离开曼联
在2008年北京奧運中，他在對新西蘭的賽事中攻下了中華人民共和國於男子足球項目中的首個入球。
在2008年8月27日，根据他的专访董芳卓本有机会去波尔图，当时波尔图决定想200万欧元买下他，但因为大连实德对他有恩，所以他选择了回到了大连。。他在中超两个赛季出场26次，惟未取得进球。
2010年2月19日，波兰球队華沙萊吉亞官方确认签入董芳卓。8月4日，上场机会寥寥无几的董芳卓被球队解约。8月19日，董方卓加盟葡超升班马波蒂莫嫩塞，惟表现平平，仅在葡萄牙杯中取得一个进球，而联赛三次登场则颗粒无收。
2011年2月，董芳卓在塞爾維亞足球超級聯賽升班马斯沃伊诺自由试训。同年3月，董芳卓转会加盟亚美尼亚足球超级联赛球队米卡。3月19日，董芳卓在他的首次亮相就取得进球，帮助米卡队客场3比0击败对手。这也是他近4年零3个月以來的首个联赛进球。

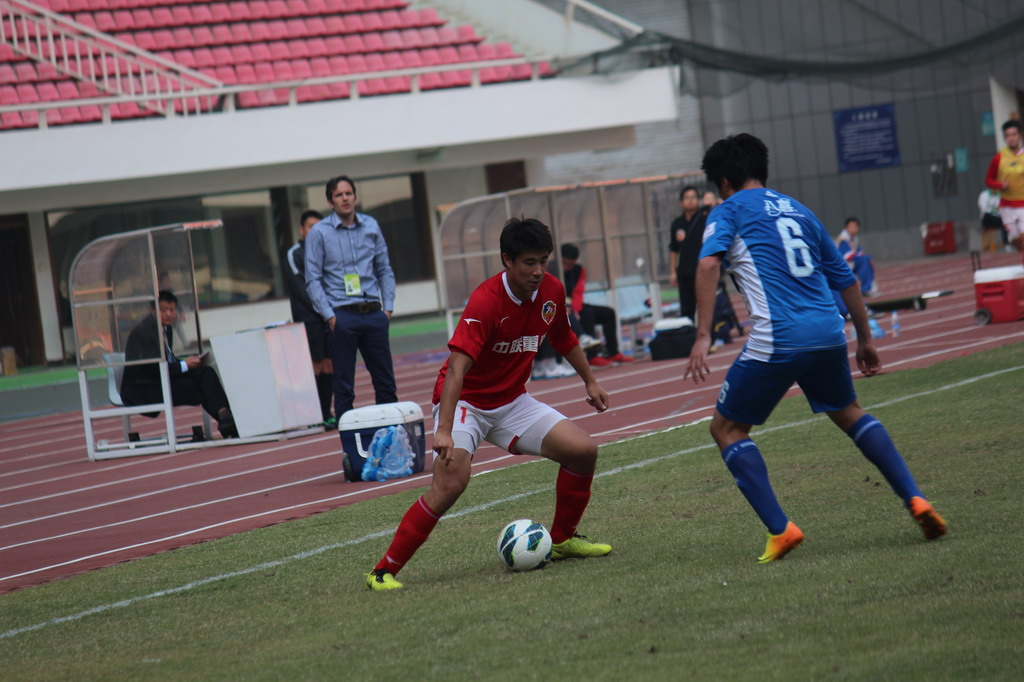
董方卓（左）在湖南湘涛。

2012年1月，董芳卓回国加盟中甲球队湖南湘涛，他与球队签订两年合同。根据他的专访，他为何之前选择亚美尼亚主要考虑的是欧联杯有多名欧洲球探的问题，而他加盟的这家球队有机会参加欧联杯。而他这次回国，是因为他又不幸地多次受伤了，当时在亚美尼亚听到烟花声音，他想家了，在专访当时，他有点伤心。
2014年1月，董芳卓宣布，新赛季他将加盟中甲升班马河北中基，结束在湖南湘涛两年的时光。根据专访，他在河北有一个断送职业生涯的伤病。
与河北中基的一年合同到期后，根据专访董方卓因为伤病，离开了职业联赛，专访那时，董方卓住在厦门疗养。2016年1月3日，他代表业余球队美罗蒂俱乐部参加了2016长沙县足协贺岁杯足球赛。赛后采访中，董方卓表示自己已经因为伤病而退役，参加贺岁杯前已经有几个月没有踢球，根据专访介绍，他是因为在河北的一次受伤没有得到很好的手术所以才导致受伤的。2016年4月，他又加入梅州的一支业余球队征战五人制足球比赛。

## 虎扑体育
2020年，董方卓做客虎扑体育面试，随后与 JRs 一起快乐足球。最终，董方卓联队 9-1 战胜了 JRs 队，他在这场比赛当中进了4球。同年8月10日，董方卓正式成为虎扑体育的一名员工。

## 复兴体育
2020年11月，董方卓和英超狼队现身上海进博会，在活动现场，复兴体育宣布签约他。

## 改名
2007年7月底，董芳卓签名时将自己的名字写成了由“董方卓”改为了“董芳卓”，据了解，这是因为一位专门研究签名的字体专家给他的提议，因为这样“写起来更加好看一些”。

## 专访
董方卓专访吐露了自己的很多感慨，他说他自己了解外界，但外界很多都不了解他，半月板受伤是他的职业生涯转折，他也吐露了当初去曼联的原因，在专访中，他的态度非常朴实，和某些媒体描述的完全不一样。

## 榮譽
米卡
- 亞美尼亞盃冠軍 : 2011

## 聯賽上陣紀錄
最後更新:2010年2月20日 
| 赛季  | 俱乐部     | 國家   | 出场 | 入球 |
| ----- | ---------- | ------ | ---- | ---- |
| 2002  | 大连赛德隆 | 中國   | 19   | 2    |
| 2003  | 大连实德   | 中國   | 8    | 0    |
| 03/04 | 安特卫普   | 比利时 | 9    | 1    |
| 04/05 | 安特卫普   | 比利时 | 19   | 6    |
| 05/06 | 安特卫普   | 比利时 | 28   | 18   |
| 06/07 | 安特卫普   | 比利时 | 14   | 10   |
| 06/07 | 曼聯       | 英格兰 | 1    | 0    |
| 07/08 | 曼聯       | 英格兰 | 0    | 0    |
| 08/09 | 曼聯       | 英格兰 | 0    | 0    |
| 2008  | 大连实德   | 中國   | 11   | 0    |
| 2009  | 大连实德   | 中國   | 15   | 0    |